# 75852 Elgie
75852 Elgie è un asteroide della fascia principale. Scoperto nel 2000, presenta un'orbita caratterizzata da un semiasse maggiore pari a 2,5912232 au e da un'eccentricità di 0,1067765, inclinata di 14,65918° rispetto all'eclittica.